# Giuseppe Centola
Giuseppe Centola (18 settembre 1848 – 1904) è stato un politico e avvocato italiano.

## Biografia
Nato nel 1848 dal medico Giovanni Centola e Benedetta de Bartolomeis, esercitò la professione di avvocato a Salerno.
Eletto più volte al consiglio comunale della città, il 26 gennaio 1876 venne nominato sindaco di Salerno con Regio decreto, rimanendo in carica fino all'anno successivo, quando ricevette la nomina di regio delegato straordinario. Nella legislatura successiva ricoprì l'incarico di assessore, guidando di nuovo l'amministrazione comunale per pochi giorni alla fine di ottobre 1883 in qualità di facente funzioni.
Su iniziativa del prefetto Giovanni Giura, fu nominato sindaco per un secondo mandato l'11 dicembre 1887. Centola fu l'ultimo sindaco di Salerno nominato per Regio decreto e il primo eletto dal consiglio comunale dopo la riforma delle amministrazioni locali del 1889, in quanto confermato nella carica il 16 dicembre di quell'anno. Rimase in carica fino al luglio 1893, quando rassegnò le dimissioni.
Dal 1897 fu presidente del Casino sociale di Salerno. Morì nel 1904.